# Фут, Майкл
Майкл Макинтош Фут (англ. Michael Mackintosh Foot; 23 июля 1913[…], Плимут, Девон — 3 марта 2010[…], Хампстед, Большой Лондон) — британский политик-лейборист и государственный деятель, лидер Лейбористской партии Великобритании (1980—1983).

## Биография
Родился в семье адвоката. Брат Хью Фута. Изучал философию, политику и экономику в Уодхэмском колледже Оксфорда.
C 1937 г. журналист газеты «Tribune», выступал за единство действий лейбористов и коммунистов, создание единого антифашистского фронта левых политических сил Великобритании.
В 1940 г. был одним из соиздателей книги «Guilty Men», подвергшей критике политику умиротворения агрессора, проводимую Невиллом Чемберленом в отношении нацистской Германии, эта книга стала бестселлером.
В 1942—1943 гг. редактор газеты «Evening Standard». В 1945 г. он уходит из этого издания и становится колумнистом «Daily Herald», в 1948—1952 гг. и в 1955—1960 гг. — издатель «Tribune».
В 1945—1955 гг. — член Палаты общин от округа Плимут Девонпорт.
Выступал как с резким осуждением ввода советских войск в Венгрию и Чехословакию, так и против американской войны в Корее и милитаризации Западной Германии. Острая критика политики президента Шарля де Голля привела к трёхлетнему запрету для Фута посещать Францию.
C 1960 г. — член Палаты общин от округа Эббу-Вейл в Монмутшире, который он будет представлять в парламенте 22 года — до 1992 г.
Отказавшись в 1964 г. от предложения Гарольда Вильсона войти в его кабинет, Фут как лидер левого крыла лейбористов обрушился с критикой на ряд мер британского правительства: законопроект, затрудняющий трудовую иммиграцию в страну, присоединение к ЕЭС, реформирование профсоюзов.
В 1970-х гг., когда в Лейбористской партии стали сильнее левые настроения, Вильсон уговорил Фута войти в правительство. В 1974—1976 гг. — министр по вопросам труда и занятости Великобритании. На этом посту выступал лоббистом интересов профсоюзов. В ходе референдума 1975 г. был одним из самых убедительных противников вступления страны в ЕЭС.
В 1976—1979 гг. — лидер Палаты общин и лорд-председатель Совета в правительстве Джеймса Каллагана.
В 1980—1983 гг. — лидер Лейбористской партии Великобритании (избран 139 голосами против 129 у Д. Хили) и лидер оппозиции. Явился компромиссной фигурой на фоне борьбы левого и правого крыла партии после поражения на парламентских выборах 1979 г. На этом посту он столкнулся с центробежными процессами в партии и ростом популярности социал-демократов, которым СМИ предсказывали в обозримом будущем роль лейбористов в британской политической системе.
После поражения партии на парламентских выборах 1983 г. уходит в отставку с поста её лидера.
Оставаясь депутатом, он сохранял политическую активность, в частности, выступал в защиту писателя Салмана Рушди и в поддержку интервенции в Боснии и Герцеговине.
Почётный председатель Социнтерна.
После того, как о смерти Фута парламентариям сообщил министр юстиции Джек Стро, депутаты Палаты общин от всех партий дали ему высокую оценку. Лидер оппозиционных тори — Дэвид Кэмерон назвал его интеллигентным, остроумным и глубоким человеком. Бывший лидер Либеральной партии лорд Дэвид Стил заявил, что Майкл был самым завораживающим оратором в истории Палаты общин, а бывший мэр Лондона Кен Ливингстон назвал Фута просто самым приятным человеком, с которым ему приходилось общаться на высоком политическом уровне.